# Silvia Tagliacarne
Silvia Simona Tagliacarne (8 agosto 1975) è un'ex calciatrice italiana, di ruolo attaccante.

## Carriera
Dopo aver giocato per 2 anni nell'Ambrosiana (dal 1989 al 1991) nel 1991 si trasferisce alla Fiamma Monza, con cui nella stagione 1991-1992 disputa il campionato di Serie A; milita in massima serie anche nella stagione 1992-1993, nella stagione 1993-1994, nella stagione 1994-1995 e nella stagione 1995-1996, sempre con le biancorosse. Nell'estate del 1996 passa al Milan femminile, dove milita dal 1996 al 2001 vincendo un campionato, una Coppa Italia e 2 Supercoppe Italiane. Dopo il quinquennio in bianconero gioca per 3 anni alla Foroni Verona, con cui vince altri 2 Scudetti, una Coppa Italia e 2 Supercoppe Italiane. Dal 2005 al 2007 veste poi la maglia del Tradate Abbiate, società con la quale gioca anche nella stagione 2012-2013.

## Palmarès
- Campionato italiano: 3

Milan: 1998-1999
Foroni Verona: 2002-2003, 2003-2004
- Coppa Italia: 2

Milan: 1997-1998
Foroni: 2001-2002
- Supercoppa italiana: 4

Milan: 1998, 1999
Foroni Verona: 2002, 2003